# Störtbåge

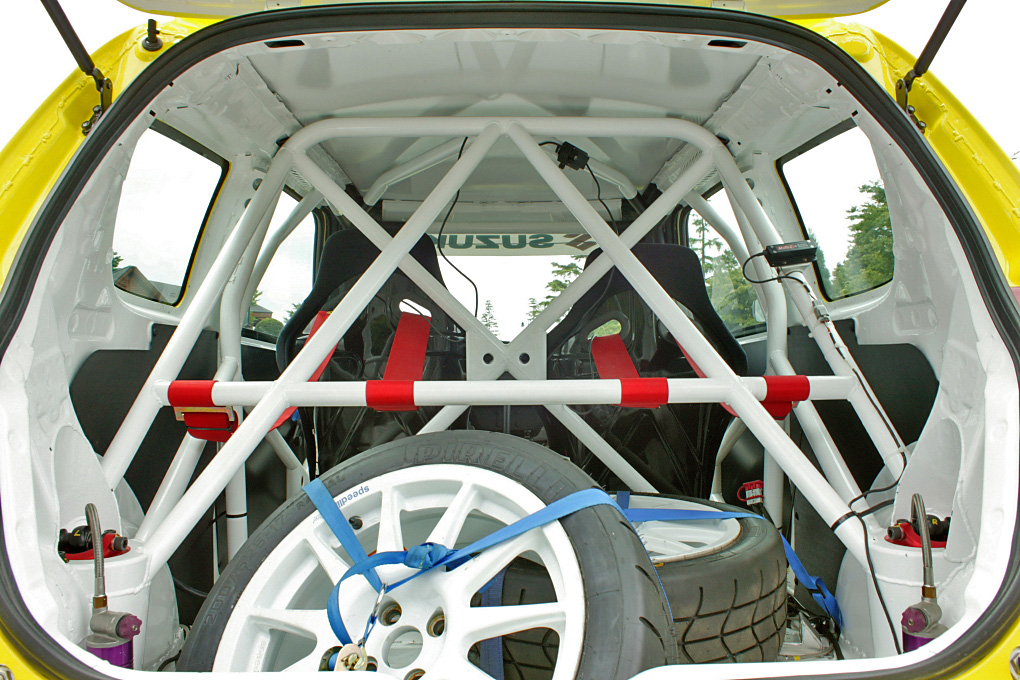
Störtbåge i en Suzuki Swift.

Störtbåge är en skyddsstruktur som monteras i fordon för att skydda förare och passagerare vid en olycka, särskilt vid voltning. Störtbågar används framför allt i motorsport, men är även vanliga i cabrioletbilar och vissa terrängfordon

## Användningsområden
Störtbågar är en grundläggande del av säkerhetsutrustningen inom motorsport, där de skyddar föraren vid kraftiga kollisioner och voltningar. De finns monterade i allt från rallybilar, formelbilar och dragracingbilar till terrängfordon. I vissa cabrioletmodeller används störtbågar som en del av bilens design och kan antingen vara fasta eller automatiskt uppfällbara vid en olycka.

## Konstruktion
Störtbågar tillverkas oftast av stål, aluminium eller krommolybden och konstrueras för att motstå höga belastningar. Inom motorsport regleras utformningen av internationella organisationer som FIA, där minimikrav för material, svetsning och infästning finns specificerade. I vissa fall är störtbågen en del av en hel bur, kallad störtbur, som ger ytterligare skydd genom att omge förarens kupé.